# Iubirea beduină în literatura arabă

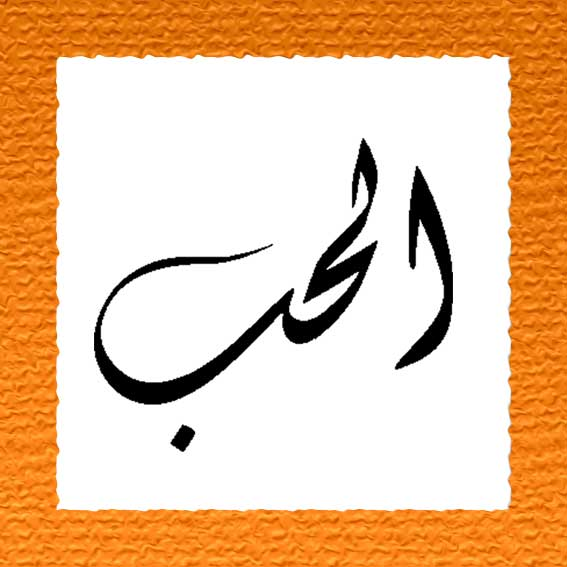
Al-hubb - „dragostea” în limba arabă

Iubirea  este considerată o cale de înțelegere și căpătare de cunoștințe. În viziunea lui Plato reprezintă trăirea minții fără niciun gând, în timp ce Aristotel spunea că în prezența iubirii simțurile amorțesc pentru ca imperfecțiunile celor dragi să nu mai fie vizibile. Marele poet arab abbasid Al-Mutanabbi transmite prin versurile sale că dragostea nu este altceva în afară de lăcomie și explozie la care inima se supune pentru ca mai apoi să fie rănită. Unii filosofi arabi au adăugat la motivele iubirii auzul cântecelor și flirtul (ghazal). Sufismul, pe de altă parte, promovează dragostea prin dhikr (menționarea numelui lui Dumnezeu). Dragostea pentru Dumnezeu este adusă la suprafață de dhikr, care poate fi considerat și o reîmprospătare a sinelui .

## Iubirea beduină, Majnun și Layla
Iubirea beduină  a fost reconstituită în prima perioadă a Islamului din legendele și poeziile care circulau pe vremea aceea, urmând să fie perpetuată în literatură de-a lungul secolelor. În cartea de convorbiri cu Jamel Eddine Bencheikh, André Miquel prezintă „amorul” într-o manieră inedită:
„Ar trebui să pornim de la o constatare simplă: în secolul al VII-lea, arabii, mai exact beduinii, au inventat o temă care va căpăta un mare succes: iubirea perfectă, imposibilă și nefericită. Doi tineri se iubesc, dar familiile lor le pun piedici [...]. Majnun și Layla, cei doi eroi ai acestei povești, sunt de foarte departe precursorii sau verii eroilor noștri Werther, Romeo și Julieta, Tristan și Isolda.”
Așadar, este vorba de o dragoste nefericită care îl are ca protagonist pe cel numit Majnun, adică cel posedat de jinni, un poet nebun din dragoste: „nebun de Layla” (Majnun Layla). Povestea a început să circule mai mult după apariția Islamului, atunci când mediul beduin apare ca izvor al tuturor virtuților, al iubirii pure, caste, care poate duce la moarte. Majnun nu a fost porecla unui singur poet ci a mai multora, trei sau șase, potrivit surselor. Era cunoscut faptul că se putea înnebuni din dragoste, mai ales când convențiile sociale stăteau în calea iubirii.

### Qays ibn Mulawwah
Aparținea unui trib din Arabia Centrală și ne este prezentat ca fiind îndrăgostit de verișoara lui Layla, care îi răspunde amorului său, însă familia îl respinge pentru că Majnun i-a pomenit numele fetei în versurile sale, ceea ce-l duce pe Qays la disperare și apoi la nebunie.
Numele său întreg era Qays ibn al-Mulawwah ibn Muzahim ibn ʿUdas ibn Rabiʿah ibn Jaʿdah ibn Kaʿb ibn Rabiʿah ibn ʿAmir ibn Saʿsaʿah, numele Qays implicând ideea de discernământ, de aici și tranziția sa de la inteligență la incoerență. În plus, numele duce la ideea de dificultate, foame.  Abu Saʿid al-Asmaʿi afirmă că Qays nu era nebun, ci avea un defect, lutha sau lawtha, în funcție de vocalizare, primul însemnând ideea de a se mișca încet, greu, iar al doilea se întoarce la ideea de nebunie. El însuși se consideră împovărat de judecata și încercările lui Dumnezeu (mubtala). Momentul în care el și-a  pierdut mințile se spune că a fost declanșat de următorul vers:
„Dumnezeu a creat-o pe Layla pentru a fi a altuia și m-a împovărat pe mine să-i port dragostea,
Ce bine ar fi fost să am altă povară...”

### Qays ibn Durih
El se îndrăgostește de Lubna, se căsătorește cu ea, însă cei doi nu reușesc să aibă copii, motiv pentru care familia îi cere s-o repudieze, după care acesta își va plânge nefericirea pentru tot restul vieții. Moare dupa sfârșitul secolului al VII-lea, dar unele din versurile ce-i sunt atribuite aparțin unei epoci după el.

### Jamil
Acest poet aparține clanului Banu Udhra, rămas în istorie drept creatorul conceptului de iubire pură, care încetează odată cu moartea, cunoscută și sub numele de iubire udhrită. Din cauza menționării iubitei sale Buthayna în poezii, a fost amenințat de clanul ei cu moartea și forțat să se refugieze în Siria, Palestina sau Egipt, unde a și murit în 701. Versurile sale au devenit opera unor muzicieni din epocă. 
„Făr-a dori să dorm, mă-nvălui în speranța/ acelei întâlniri cu tine doar în vis.” 

### Caracteristicile lui Majnun
Majnun este descris ca un personaj arhetipal care întruchipează iubirea, nebunia și poezia, strâns unite în imaginarul arab. El este în primul rând un poet conștient deasupra celorlalți, cunoaște poezia veche, este un rawi (rapsod) și are o voce frumoasă. Pentru a-și exprima suferința și sentimentele recurge la poezie. Poemul arab, qasida, are o structură fixă, a cărei parte introductivă este nostalgică. La Majnun, dragostea apare  ca un destin („sufletul meu s-a legat de al ei dinainte de a ne fi născut”, „legați vom rămâne și în întunericul mormântului
”).
Nebunia poate să apară sub forma unei metafore pentru iubirea ajunsă la înalte culmi, dar Majnun este cel care o experimentează, el fiind un posedat. As`ad Khairallah descrie acest fenomen (1980, p. 82): „Nebunia, așa cum este concepută în Diwan pare să se manifeste în două forme, care se completează una pe alta. În primul rând, este o rupere de normele de comportament comun acceptate atât la nivel personal, cât și social. În al doilea rând, ea pare să vină de la o putere străină, care sălășluiește în sinele interior, în ceea ce numim noi astăzi inconștientul, o putere care se separă de controlul judecății de bun-simț.”
Atitudinea arabilor față de nebunie este diferită de cea a europenilor. Ahmad al-Khuskhusi explică într-o carte ce are la bază Istoria nebuniei a lui Focault cum arabii îi privesc pe nebuni cu compătimire, milă, dar și teamă. ei se tem de capacitățile lor supranormale, pentru că un nebun  are un acces la lumea invizibilă și cunoaște tainele universului. Această teamă se transformă în sacralizare. Printre simptomele nebuniei, autorul menționează și unele comune și îndrăgostiților și poeților, printre care tendința de izolare față de societate. În aceste condiții, Majnun se revoltă regulilor societății și alege să moară în singurătate, în deșert.

### Majnun și Layla - interpretare în registru mistic
Aceste poeme sunt văzute totodată ca o alegorie pentru călătoria sufletului spre Dumnezeu. In sufism, frumusețea lumii este un indicator al frumuseții absolute a Creatorului, așadar, Layla reprezință frumusețea Divinității, iar Majnun cel care lasă în urmă intelectul și devine „posedat”, pierdut în contemplarea la Divinitate, dar în același timp suferă din cauza separării de cea iubită.
Precum alți mistici, Majnun se retrage în sălbăticie, de cele mai multe ori într- peșteră și urmeaza regulile abstinenței (zuhd) de la mâncare, vorbit și somn (qillat at-ta`am, qillat al-kalam, qillat al-manam).
Divinitatea este invocată de poetul nebun din dragoste pentru a i-o dărui pe Layla, iar dacă nu va face asta, Majnun nu se va căi și nu va mai fi credincios. Diavolul este și el binevenit dacă îi asigură dragostea Laylei. Poetul iubește păsările și gazelele, întrucât o regăsește pe Layla în ele, astfel putem observa un caracter totalizant a iubirii. Totodată, misticii persani au văzut în legenda lui Majnun expresia simbolică a căutării mistice.

## Poezia Ghazal
Ghazal definește o poezie lirică de origine persană, în monorimă, împărțită în jumătăți de versuri (misra`) având ca temă centrală dragostea. Poeții de ghazal sunt în principal beduini: Urwa ibn Hizam (poet din clanul Udhra, se spune că a murit din dragoste pentru verișoara sa Afraa), Jamil (poetul suferinței, devotamentului pentru Buthayna), Magnun („nebunul din dragoste” pentru Layla). 
Există de asemenea, cupluri poetice celebre: Bishr și Hind, Kuthayir și Azza, Qays și Lubna, As`ad și Layla. Mărturii despre ei se găsesc în „Cărțile îndrăgostiților” din Al Fihrist scris de ibn al Nadim.
Printre temele care au trecut în poezia trubadurilor menționăm :
- iubirea în vis (doar așa o vede Jamil pe Buthayna - „Cât ziuă e, n-o văd;dar cum se lasă noaptea/ în vis se întâlnește sufletul ei cu-al meu”)
- iubirea continuată după moarte („Cât voi trăi, de inima mea vei fi iubită...”)
- transformarea din iubire, încât îndrăgostitul ajunge să iubească tot neamul iubitei, chiar dacă îi e dușman. („Mă cert cu neamul meu și-l iert pe-al tău, dușmanul...”)

## Dragostea de tip Udhri
Udhri și transpunerea sa poetică, Udhri Ghazal, îsi au rădăcinile de la tribul Banu Udrah. Acest tip de iubire vine înaintea poeziei abbaside de tip ghazal, unde cel iubit este mult mai idealizat. 
Această dragoste se distinge prin atașamentul unui om și dedicarea sa prin poezie unei singure femei de-a lungul întregii vieți, el căutând în permanență legătura (wisal) cu  ea. Deși femeia îi răspunde sentimentelor, uniunea este interzisă din cauza societății, ceea ce duce la chin, suferință, boală, nebunie, moarte. Inimile poeților din acest clan sunt ca cele ale păsărilor, care se topesc precum sarea în apă. 
Iubirea Udhri este întâlnită la poeții beduini din Hijazul de Nord și Najd în Islamul timpuriu. La dezvoltarea ei au contribuit abstinenta(zuhd) sau castitatea (iffa). Conform unui hadith al Profetului, cine iubește pasional, discret și este răbdător va muri, devenind martir. Această idee se regăsește și în literatura europeană de secol 19 în tratatul lui Stendhal, „De l`amour”, urmând să-i inspire pe romanticii de la acea vreme.

## „Colierul porumbiței sau despre iubire și îndrăgostiți”

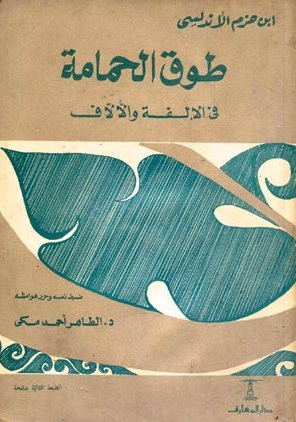
„Colierul porumbiței sau despre iubire și îndrăgostiți” - copertă în limba arabă

Cartea lui Ibn Hazm dă naștere unui tablou al eleganței și curtoaziei, al sensibilității artistice, al cultivării poeziei și a cântatului ce caracterizau marile orașe din Imperiul Arabo-Islamic. Acestea sunt transferate și în Spania Andaluză, unde se formează un nou „cod al iubirii”. Lucrarea a fost scrisă între 1025 și 1030 și redescoperită în Occident în secolul al XIX-lea. Cartea are un caracter autobiografic, Ibn Hazm deplânge vremurile fericite apuse ale califilor omeyyazi. Cartea poate fi intepretată cu referire la tradiția beduină a iubirii caste, chiar daca autorul spune de la început că nu vrea să aibă de-a face cu poveștile beduinilor. El dorește să fie original prin redarea propriilor experiențe, dar se pot auzi vocile poeților din vechime pe care și-i asociază pentru a cânta iubirea pură, „care trăiește în inima și nu dispare decât odată cu moartea”. Ibn Hazm adaugă că aceasta nu trebuie confundată cu iubirea rudelor, prietenilor sau cu amorul carnal.

### Semnele iubirii la Ibn Hazm
- privirea: nu clipește, urmărește toate mișcările iubitei.
- cuvintele: nu sunt înțelese decât de cel iubit.
- gesturi: grăbește pasul când vede iubita, este tulburat, caută mâna celei dragi.
- melancolia: în arabă as-sawda`- „neagră”
- plânsul
- insomnie: cei care iubesc sunt „păstori ai stelelor”
- transformări de caracter: urâtul devine frumos, zgârcitul generos, ignorantul cultivat, etc.
- slăbiciunea, paloarea

Ibn Hazm compară acest cod al iubirii curtenești cu cel al iubirii beduine. Acest cod presupune păstrarea secretului iubirii de către cel în cauză, dar și de confident. El considera că iubirea împlinită este fericirea supremă și că numai moartea îi poate despărți pe cei ce se iubesc cu adevărat.
În final, el afirmă că nu știe totul, așa cum nu înțelege pe deplin iubirea adevărată, însă știe ce nu este dragostea adevărată, care nu se confundă cu „pofta sexuală” (shahwa)

### Metafore
- Metafora iubirii este setea, iar cea a dragostei este foamea.
- Scânteia - începutul pasiunii
- Focul ațâțat -  continuarea pasiunii
- Focul și flacăra - pasiune
- Incendiul -  amorul ajuns la culme
- Focul care abia pâlpâie - amorul pe cale să se stingă [13]